# Monika Jaruzelska
Monika Anna Jaruzelska (ur. 11 sierpnia 1963 w Warszawie) – polska filolożka, publicystka, działaczka społeczna i samorządowa, radna Rady m.st. Warszawy (2018–2024), youtuberka.

## Życiorys
Uczyła się w Warszawie. W 1982 ukończyła XLIV Liceum Ogólnokształcące im. Antoniego Dobiszewskiego, a następnie studia na Wydziale Polonistyki Uniwersytetu Warszawskiego; studiowała też psychologię.
Jest wykładowczynią SWPS Uniwersytetu Humanistycznospołecznego w Warszawie na studiach pierwszego stopnia oraz podyplomowych na kierunkach kulturoznawstwo oraz dziennikarstwo i komunikacja społeczna. W 2010 „Szkoła Stylu Moniki Jaruzelskiej” i SWPS stworzyły semestralne studium „Moda, media, marketing”, którego wykładowcami prócz Jaruzelskiej byli między innymi Wiesław Godzic i Ewa Braun.

### Działalność dziennikarska i publicystyczna
Na początku lat 90. współtworzyła miesięcznik „Twój Styl”, w którym przez osiem lat kierowała działem mody i stylizacji. Pełniła funkcję dyrektor kreatywnej i członkini zarządu grupy kapitałowej, w której skład wchodziły m.in. przedsiębiorstwo jubilerskie W. Kruk i dom mody Deni Cler. Podczas współpracy z redakcją „Elle Polska”, założyła i współprowadziła kurs „Szkoła Stylu dla Stylistów”. Dwukrotnie zaprezentowała autorskie pokazy mody w sezonach jesiennozimowych 2011 i 2012/2013, ostatni pokaz odbył się podczas gali Fashion Magazine.
Publikowała w magazynie „Existence”, współpracowała też z czasopismem „Place for Dance”. Była również autorką programu Monika Jaruzelska zaprasza nadawanego dwa lata przez stację Chillizet i jego internetowej kontynuacji pt. Bez Maski, której zamysł tłumaczyła w następujący sposób: (...) tematyka poruszana w Bez Maski to zarówno antropologia kultury, psychologia, jak i polityka. (...) Staram się pokazać interesujących bohaterów lub zastanowić się nad zagadnieniami otaczającej nas rzeczywistości medialnej..
W kwietniu 2014 w wyniku sporu z redakcją „Newsweek Polska” zadecydowała o przerwaniu współpracy z portalem NaTemat.pl. W listopadzie 2019 we współpracy z redakcją „Super Expressu” uruchomiła swój kanał „Towarzyszka Panienka” w internetowym serwisie YouTube, w ramach którego przeprowadza wywiady m.in. z politykami i dziennikarzami. Według krytyków Jaruzelskiej do prowadzonego przez nią programu „Towarzyszka Panienka” emitowanego na portalu YouTube regularnie są zapraszani przedstawiciele skrajnej prawicy oraz osoby propagujące antysemityzm, homofobię i teorie spiskowe. Z tego powodu nazwisko Jaruzelskiej znalazło się w 2020 i 2021 w „Brunatnej Księdze” Stowarzyszenia „Nigdy Więcej” – publikacji dokumentującej akty przemocy i mowę nienawiści. W czerwcu 2022 zadebiutowała z autorskim programem Gwiazdozbiór Jaruzelskiej, który realizuje dla „Super Expressu” i w którym przeprowadza wywiady z celebrytami.
Napisała trzy książki autobiograficzne: Towarzyszka panienka (2013), Rodzina (2014) oraz Oddech (2015), opublikowane przez Wydawnictwo Czerwone i Czarne oraz książkę pt. Zmiana (2016).

### Działalność społeczna i polityczna
Jest członkinią rady Fundacji Archiwum Dokumentacji Historycznej PRL. Od marca 2018 działała w powołanym we współpracy z działaczami Sojuszu Lewicy Demokratycznej Centrum Monitorowania Konsekwencji Ustawy Degradacyjnej.
W wyborach samorządowych w 2018, startując z listy SLD Lewica Razem, zdobyła mandat radnej m.st. Warszawy, uzyskując 8494 głosy, co przełożyło się na 8,29% poparcia. Zasiadła w Komisji ds. Nazewnictwa Miejskiego (jako wiceprzewodnicząca) oraz w Komisji Polityki Społecznej i Rodziny.
W wyborach parlamentarnych w 2019 wystartowała z ramienia Polskiej Lewicy do Senatu w okręgu nr 43. Uzyskała 57 946 głosów, co stanowiło 19,55% poparcia w okręgu i dało ostatnie, 3. miejsce.
22 grudnia 2023 Monika Jaruzelska opublikowała wywiad z Grzegorzem Braunem na swoim kanale na YouTube. W wywiadzie rozmawiano m.in. o zdarzeniu, w którym Grzegorz Braun zgasił świece chanukowe w Sejmie. Tego samego dnia otrzymała informację o zawieszeniu programu „Gwiazdozbiór Jaruzelskiej”, który prowadziła w Super Expressie.
Ośrodek Monitorowania Zachowań Rasistowskich i Ksenofobicznych po wywiadzie Moniki Jaruzelskiej z Grzegorzem Braunem z dnia 22 grudnia 2023 złożył zawiadomienie do prokuratury o możliwości popełnienia przez Jaruzelską przestępstwa dotyczącego „rozpowszechniania nienawistnych treści”.

### Życie prywatne
Jest córką Barbary Jaruzelskiej, germanistki, oraz gen. Wojciecha Jaruzelskiego, w latach 1981–1985 Prezesa Rady Ministrów, w latach 1985–1989 przewodniczącego Rady Państwa i w latach 1989–1990 prezydenta Polski.
Na początku lat 90. związała się z lekarzem Dariuszem Fedyniakiem, specjalistą anestezjologii oraz wykładowcą Centrum Medycznego Kształcenia Podyplomowego, z którym ma syna Gustawa (ur. 2004).